# 6-Zylinder (A-cappella-Gruppe)
6-Zylinder, früher Sechszylinder oder 6Zylinder, war eine deutsche A-cappella-Gruppe aus Münster, welche seit 2023 nicht mehr auftritt. 

## Bandgeschichte
Die Musikgruppe wurde 1983 gegründet und bestand aus sechs Sängern unterschiedlicher Stimmlagen. Vier der sechs Sänger kamen aus dem Kammerchor der Musikhochschule Münster unter Leitung von Hermann Kreutz. Nach den ersten Erfolgen als Straßenmusiker und einem Auftritt auf einer Hochschulparty unter dem Namen Tilo-Singers folgten erste größere Engagements unter dem Namen Sechszylinder Viertakt. Nachdem das Viertakt schon bei der ersten Pressemitteilung nicht erwähnt wurde, blieb es bei dem Namen 6-Zylinder. Seit 1984 stehen sie in Deutschland als A-cappella-Gruppe auf der Bühne – vom Kleinkunst-Theater bis hin zu den großen Hallen. Des Weiteren unternahmen sie Konzertreisen unter anderem durch die Schweiz und Österreich, Italien, Frankreich, Israel und Australien.
In die Medien gelangten die Gruppe Anfang 1985 über das „Sprungbrett“, die Nachwuchsbühne des WDR, gemeinsam mit Helge Schneider, Erwin Grosche, Hella von Sinnen und Ingolf Lück. Das von den 6-Zylindern gesungene Kindermusical Der Schweinachtsmann wurde 2001 mit dem Leopold – Gute Musik für Kinder ausgezeichnet, einem vom Verband deutscher Musikschulen (VdM) gestifteten Preis, der von der damaligen Bundesfamilienministerin Christine Bergmann und dem WDR in Köln verliehen wurde. Die Gruppe riefen 2002 in Münster das A-cappella-Festival EuropaVokal (Open-Air) ins Leben, bei dem jährlich neben den 6-Zylindern zwei weitere renommierte europäische A-cappella-Gruppen auftreten. Unter dem Titel Music to Watch wurde 2002 im australischen Perth das erste gemeinsame Projekt von A-cappella-Musik und Ballett verwirklicht. Das Programm entstand gemeinsam mit der Link Dance Company unter der Leitung von Chrissie Parrott.
Im September 2008 verließen die Gründungsmitglieder Nicolas Leibel und Tilo Beckmann das Ensemble, um neue berufliche Wege einzuschlagen. Im Juni desselben Jahres verließ außerdem das jüngste Mitglied Marco A. Billep die Gruppe, um sich wieder dem Musical zuzuwenden. Gerritschen, Leidreiter und Michaelis machten zusammen mit Winne Voget, der nach zwei Jahren Pause wieder zu der Gruppe stieß, und Matthias Ortmann, der neu gecastet wurde, zu fünft weiter. Im September 2013 verließ auch Matthias Ortmann die Gruppe, und Tenor Roland Busch kam hinzu.
Die Gruppe plante, den aktiven Konzertbetrieb zum Jahresende 2022 einstellen. Das für den 15. Dezember 2022 im Universum in Bünde geplante Konzert musste jedoch kurzfristig wegen der Covid-19-Pandemie verschoben werden. Das Konzert wurde am 18. Februar 2023 nachgeholt.

## Diskografie
- Sechszylinder live (1988), Eigenproduktion auf MC, auch genannt „Die gelbe Kassette“
- Vokal Total (1989)
- unsampled (1993)
- Oslo (1995)
- Brunftzeit (1999)
- Da Capo, Roberto! (2000)
- Der Schweinachtsmann (2001)
- .singen (2003)
- Best of (2004)
- Die gelbe Kassette (2004), Neuauflage als CD
- Thank God I’m a Country Boy (2007)
- Acapulco (2008)
- alle fünfe! (2011)
- special edition (2016)
- Jetzt auch konisch! (2020)